# Une aventure de Billy le Kid
Pour plus de détails, voir Fiche technique et Distribution.
Une aventure de Billy le Kid est un film français de Luc Moullet sorti en 1971.

## Synopsis
Un western burlesque et amoureux qui, de vengeances en courses poursuites, nous ramène à un premier plan pour le moins curieux.

## Fiche technique
- Titre original : Une aventure de Billy le Kid
- Réalisation et scénario : Luc Moullet
- Montage : Jean Eustache
- Musique : Patrice Moullet
- Langue : français
- Genre  : Western, comédie
- Durée : 78 minutes
- Format : Couleur

## Distribution
- Jean-Pierre Léaud : Billy le Kid
- Rachel Kesterber : Anne
- Jean Valmont
- Michel Minaud : le shérif Holiday
- Bruno Kresoja
- Kathy Maloney
- Bernard Pinon
- Luc Moullet : le mari
- Marie-Christine Questerbert